# Masamitsu Ichiguchi
Masamitsu Ichiguchi (Osaka, Japón, 12 de enero de 1940) es un deportista japonés retirado especialista en lucha grecorromana donde llegó a ser campeón olímpico en Tokio 1964.

## Carrera deportiva
En los Juegos Olímpicos de 1964 celebrados en Tokio ganó la medalla de oro en lucha grecorromana estilo peso gallo, por delante del soviético Vladlen Trostyansky (plata) y del rumano Ion Cernea (bronce).